# Ractopamina
Ractopamina es un fármaco que es usado como aditivo alimenticio para promover el crecimiento de cerdos, vacunos y pavos, especialmente de su masa muscular. Su principal forma química es la ractopamina Clorhidrato. La mayor comercializadora de este fármaco en los Estados Unidos es Elanco Animal Health, una división de la empresa farmacéutica norteamericana Eli Lilly, con la marca Paylean. 
Este fármaco fue aprobado por la FDA el 22 de diciembre de 1999; también ha sido aprobado en más de 20 países, entre los que se incluyen Australia, Brasil, Colombia, Canadá y Tailandia. No obstante, la ractopamina está prohibida en más de 150 países, incluida la Unión Europea, China, Rusia y Malasia.
Otros 27 países incluidos Japón, Estados Unidos, y Corea del Sur, han determinado que la carne de ganado alimentado con  ractopamina es segura para el consumo humano.
La ractopamina promueve el desarrollo de la masa muscular, limita el consumo adiposo y reduce el consumo alimentario por parte del organismo. Sin embargo en el ganado, especialmente porcino, se desarrollan varios efectos secundarios indeseables, incluyendo desasosiego, inquietud, movimientos faciales excesivos y conducta agresiva. Numerosos estudios in vitro y en vivo sugieren que la ractopamina actúa en principio con la estimulación de receptores adrenérgicos β1- y β2 en tejido muscular y adiposo.
El 6 de julio de 2012, la Comisión del Codex Alimentarius, aprobó por un escaso margen de votos (69 a 67 ) la adopción un límite máximo de residuo de fármaco de 10 partes por billón (PPB) en los cortes musculares de ganado vacuno y porcino. Los valores máximos permitidos según la F.D.A son 30 ppb para ganado bovino y 50 ppb para ganado porcino.

## Dopaje por Ractopamina
En 2015 una karateca egipcia de 18 años, fue sancionada por dopaje positivo por cuatro años debido a que su orina contenía demasiada cantidad de ractopamina. La agencia internacional antidopaje W.A.D.A no lista la ractopamina específicamente en sustancias prohibidas, pero según un arbitraje es considerada S.1.2 como ¨otros anabólicos¨ de origen externo. La deportista perdió su apelación debido a que no pudo justificar por otras causas la alta concentración de dicho fármaco en su organismo.